# Gigli
För andra betydelser, se Gigli (olika betydelser).
Gigli är en amerikansk långfilm från 2003 i regi av Martin Brest, med Ben Affleck och Jennifer Lopez huvudrollerna. Filmen fick generellt sett dåliga omdömen och mottagande; tre veckor efter filmens premiär, så hade antalet amerikanska biografer som visade filmen, sänkts från 2 215 till 73 stycken, en sänkning med 97 procent. 

## Handling
Larry (Affleck) är en maffiakille som kämpar för att göra sitt jobb som han ska. En dag får han ett uppdrag att röva bort och passa en kille som heter Brian och är utvecklingsstörd. Brians bror är en åklagare och tanken med Brian är att kunna bedriva utpressning mot brodern.
Larry är inte ensam om det här uppdraget. Han ska tvingas samarbeta med Ricki (Lopez). Larry vet inte hur han ska hantera Ricki som är snygg, självsäker och smart. När det dessutom kommer fram att hon är lesbisk blir inte saken lättare.

## Rollista (i urval)
- Ben Affleck - Larry Gigli
- Jennifer Lopez - Ricki
- Christopher Walken - Stanley Jacobellis
- Terry Camilleri - Man i torktumlare
- Lenny Venito - Louis
- Justin Bartha - Brian